# 2000年シドニーオリンピックのポーランド選手団
2000年シドニーオリンピックのポーランド選手団（2000ねんシドニーオリンピックのポーランドせんしゅだん）は、2000年9月15日から10月1日にかけてオーストラリアのニューサウスウェールズ州シドニーで開催された2000年シドニーオリンピックのポーランド選手団、およびその競技結果。

## 概要
今大会は金メダル6個、銀メダル5個、銅メダル3個の合計14個のメダルを獲得した。

## メダル
| メダル | 選手名                     | 競技 | 種目           |
| ------ | -------------------------- | ---- | -------------- |
| 金     | ロベルト・コジェニョフスキ | 陸上 | 男子20km競歩   |
| 金     | ロベルト・コジェニョフスキ | 陸上 | 男子50km競歩   |
| 金     | シモン・ジョルコフスキ     | 陸上 | 男子ハンマー投 |
| 金     | カミラ・スコリモフスカ     | 陸上 | 女子ハンマー投 |
| 銅     | レシェク・ブラニク         | 体操 | 男子跳馬       |